# Capitan Futuro (serie animata)
Capitan Futuro (キャプテン・フューチャー?, Kyaputen Fyūchā) è una serie televisiva anime in 52 episodi prodotta dalla Toei Animation nel 1978 ispirata al celebre personaggio di Edmond Hamilton.

## Produzione
Nel 1978, un anno dopo la morte di Hamilton, la nota casa giapponese Toei Animation produsse una serie TV di animazione su Captain Future in 52 episodi, raggruppati in 13 miniserie da quattro episodi, ognuna basata su una storia originale di Hamilton. Nonostante le forti differenze culturali, dovute sia al diverso periodo di creazione che all'interpretazione in ambito fumettistico giapponese delle storie di Hamilton, e nonostante la consueta notevole distanza tra un'opera letteraria ed una d'animazione, la serie TV è rimasta vicina allo spirito dell'originale in molti modi, dalla frequente presenza di spiegazioni scientifiche didattiche, alla costante enfasi della superiorità della ragione sulla forza bruta.

## Edizioni
Oltre all'edizione giapponese, la serie fu tradotta in varie lingue e distribuita in tutto il mondo. Incontrò un particolare favore di pubblico, oltre che in Italia, anche in Germania e in Francia (dove però l'eroe venne ribattezzato Capitaine Flam dal francese flamme,  fiamma, per evitare il doppio senso del francese futur, che vale nell'uso sia futuro sia fidanzato nel senso di futuro marito). Il successo di Capitan Futuro seguì, in Italia come in Francia, quello degli anime giapponesi, che assunse all'epoca le proporzioni di un fenomeno di costume.
La casa editrice tedesca Bastei Verlag ha inoltre pubblicato una serie a fumetti di Captain Future con avventure originali, nei quali la resa artistica è rimasta assai al di sotto della qualità della serie di animazione.
In inglese invece sono stati doppiati soltanto otto episodi in tutto. I quattro che comprendono il secondo ciclo della serie sono stati pubblicati in VHS dalla ZIV nei primi anni ottanta. Alla fine dello stesso decennio, la Harmony Gold distribuì i quattro episodi del primo ciclo della serie come un unico film per la TV intitolato semplicemente Captain Future.

## Trama
Curtis Newton, conosciuto anche come Capitan Futuro, è un orfano i cui genitori sono morti nel loro satellite artificiale quando era ancora bambino. Suo padre era uno scienziato che aveva abbandonato la Terra per dedicarsi alle sue ricerche sul satellite artificiale insieme al geniale e anziano amico, il dottor Simon Wright. Insieme i due costruirono un robot antropomorfo, Greg, e un androide, Otto. Prossimo alla morte, Wright decise poi di far impiantare il suo cervello in una piccola macchina robotica. Divenuto adulto, Curtis Newton dedica quindi la sua vita a combattere il male nell'universo insieme al cervello del dottor Wright, all'androide Otto e al robot Greg.

## Personaggi
- Capitan Futuro (Curtis Newton): possiede un temperamento calmo e riflessivo che gli permette d'affrontar sempre le situazioni di maggior pericolo con cognizione di causa; coraggioso e determinato a proteggere l'universo intero dalle mire dei malvagi, è sincero e si rifiuta di uccidere. Dopo la morte prematura dei genitori, avvenuta quand'egli era ancora molto giovane, è cresciuto con Greg ed il professor Simon che lo hanno addestrato insegnandogli tutto ciò che ora sa. Chiamato in aiuto dal presidente del governo solare Kashau nelle più difficili situazioni. Doppiato da Saverio Moriones.
- Professor Simon Wright: è stato in un lontano passato il miglior amico del padre di Futuro, Roger; dopo che gli è stata diagnosticata una malattia incurabile fa trasferire il proprio cervello in una mini-navicella volante, così da preservare tutte le proprie conoscenze. Doppiato da Emilio Cappuccio (1^ voce), ? (2^ voce).
- Greg: un robot umanoide alto due metri e fortissimo. Docile ed amichevole con tutti, tranne che con Otto, con cui si trova in costante competizione; difatti i due spesso e volentieri litigano anche molto violentemente. Doppiato da Marcello Mandò.
- Otto: un essere androide il quale, grazie alla particolare struttura sintetica di cui è composto, riesce facilmente a mutar forma e trasformarsi: ha la capacità pertanto di modellare il corpo e il viso come quelli di altre creature viventi. Il suo carattere estroverso e beffardo crea spesso litigi tra lui e Greg. Doppiato da Giulio Platone.
- Joan Landor: una giovane donna molto bella che lavora come agente segreto del governo. Innamorata di Curtis, è anche molto coraggiosa e spesso prende parte alle avventure del Capitano, a volte in maniera piuttosto poco avveduta. Doppiata da Monica Gravina.
- Ezla Garmin: capo dell'esercito e delle forze di polizia del governo solare, è in pratica uno sceriffo interstellare. È lui che chiama Futuro quando si tratta di risolvere gli enigmi più oscuri.
- Ken Scott: un simpatico ragazzino. Orfano, riesce ad imbarcarsi da clandestino nell'astronave di Futuro ma riuscirà a diventare membro della squadra del Capitano, mostrando coraggio e volontà.

## Elenco degli episodi
La serie è direttamente ispirata ai romanzi di Edmond Hamilton ed è composta da 13 lungometraggi divisi in quattro episodi ciascuno. Tra i racconti scelti per la serie animata, il quinto, The Magician Of Mars è l'unico che rientra tra quelli fino ad oggi tradotti in lingua italiana con il titolo Il Mago di Marte (Gemini n°3 - Solaris - 1977)
| Nº                                                                                          | Titolo italiano Giapponese 「Kanji」 - Rōmaji | In onda           | In onda |
| Nº                                                                                          | Titolo italiano Giapponese 「Kanji」 - Rōmaji | Giapponese        |         |
| I miniserie ispirata a Captain Future and the Space Emperor (n° 1 - 1940) (4 episodi)       | |                   |         |
| 1                                                                                           | L'imperatore dello spazio 「宇宙帝王現わる」 - uchū teioo gen waru | 7 novembre 1978   |         |
| 1                                                                                           | Sta accadendo qualcosa davvero di molto strano ed inquietante in un lontano pianeta della costellazione di Deneb; a seguito di quella che sembra a prima vista un'imperscrutabile mutazione genetica, tutti gli esseri umani presenti stanno via via tramutandosi in primitivi uomini scimmieschi. Lo stesso agente segreto della federazione interstellare, inviato ad indagare, ritorna trasformato ed irriconoscibile. Le alte sfere del governo spaziale contattano allora immediatamente Capitan Futuro e il suo equipaggio a bordo dell'astronave Comet per richiedere un suo pronto intervento: si viene ben presto a scoprire che i guai son causati da un misterioso individuo auto proclamatosi 'imperatore dello spazio'. Chi è il criminale e quale legame sussiste tra lui ed il governo spaziale? Svelare il mistero è il compito affidato a Capitan Futuro. |                   |         |
| 2                                                                                           | Prigione in un mare di fiamme 「炎の海の牢獄」 - honoo no umi no roogoku | 14 novembre 1978  |         |
| 3                                                                                           | L'antica città 「天翔ける砦の奇蹟」 - ten kakeru toride no kiseki | 21 novembre 1978  |         |
| 4                                                                                           | Megariani all'attacco 「衛星ヌーンの決戦」 - eisei nūn no kessen | 28 novembre 1978  |         |
| II miniserie ispirata a Captain Future's Challenge (n° 3 - 1940) (4 episodi)                | |                   |         |
| 5                                                                                           | Il re distruttore 「ＳＯＳ１億年前」 - SOS 1 oku nen mae | 5 dicembre 1978   |         |
| 5                                                                                           | Il gravium è un minerale molto raro e prezioso, indispensabile per poter compiere i viaggi intergalattici: esso permette di spostarsi agilmente nello spazio senza dover obbligatoriamente sottostare alla legge di gravità. Attualmente si trovano solo 5 miniere di gravium attive; ma c'è qualcuno, un uomo mascherato che si fa chiamare 'Re Distruttore', che comincia a sabotarle una ad una, rendendo via via sempre più difficile l'estrazione del metallo. Il suo piano è presto detto: ricattare la federazione ed impossessarsi del potere; a contrastarlo spetta ancora una volta a Capitan Futuro e ai suoi uomini, la salvezza dell'universo e il suo stesso destino si trova nelle sue mani. |                   |         |
| 6                                                                                           | Trappola in fondo al mare 「聖なる星クウムの謎」 - seinaru hoshi kūmu no nazo | 12 dicembre 1978  |         |
| 7                                                                                           | Demone degli abissi 「太陽系創成期」 - taiyookei soosei ki | 19 dicembre 1978  |         |
| 8                                                                                           | Il segreto Wrelken 「遥かなり50億年の旅」 - haruka nari 50 oku nen no tabi | 26 dicembre 1978  |         |
| III miniserie ispirata a The Lost World Of Time (n° 8 - 1941) (4 episodi)                   | |                   |         |
| 9                                                                                           | Partenza per il passato 「破壊王の陰謀」 - hakai oo no inboo | 9 gennaio 1979    |         |
| 10                                                                                          | Koom, il pianeta sacro 「海底の罠」 - kaitei no wana | 16 gennaio 1979   |         |
| 11                                                                                          | La genesi del sistema solare 「戦慄の海悪魔」 - senritsu no umi akuma | 23 gennaio 1979   |         |
| 12                                                                                          | Un viaggio di cinque miliardi di anni 「破壊王の謎」 - hakai oo no nazo | 30 gennaio 1979   |         |
| IV miniserie ispirata a Quest Beyond The Stars (n° 9 - 1942) (4 episodi)                    | |                   |         |
| 13                                                                                          | Manca l'aria sul pianeta Laguna 「惑星に空気がなくなるとき」 - wakusei ni kūki ga nakunaru toki | 6 febbraio 1979   |         |
| 13                                                                                          | Il pianeta Laguna sta per esser evacuato da metà della sua popolazione, in quanto le risorse e l'ossigeno stesso iniziano a scarseggiare; vi è il rischio di non aver presto più la possibilità di far vivere tutti assieme. Questa non è la prima volta che un tale fenomeno si verifica, ma neanche l'unico luogo in cui le riserve di ossigeno si sono drasticamente e così pericolosamente impoverite. Per cercar di risolvere il difficile problema Capitan Futuro si lancia alla ricerca del luogo d'origine della materia; il Comet corre verso la lontana costellazione del Sagittario, che si trova al centro della nostra galassia. Secondo l'antichissima tradizione tramandatasi nei secoli qui è celata la macchina capace di produrre la materia, lo strumento che permette la creazione di qualsiasi manufatto.                                             |                   |         |
| 14                                                                                          | Segreto della galassia 「悲劇の暗黒星」 - higeki no ankoku boshi | 13 febbraio 1979  |         |
| 15                                                                                          | La "guardia" del pianeta SurÙun 「見張りの掟」 - mihari no okite | 20 febbraio 1979  |         |
| 16                                                                                          | Pianeti riportati in vita 「甦える惑星」 - yomigae eru wakusei | 27 febbraio 1979  |         |
| V miniserie ispirata a The Magician Of Mars (n° 7 - 1941) (4 episodi)                       | |                   |         |
| 17                                                                                          | L'inferno dei viventi 「ウル・クォルンの挑戦」 - uru.ku?run no choosen | 6 marzo 1979      |         |
| 17                                                                                          | Un pericolosissimo criminale, prigioniero fino ad allora alle miniere del pianeta prigione, riesce facendosi aiutare da una donna a fuggire assieme ad altri tre galeotti. Questi è stato uno scienziato di notevole fama e spessore, ma è anche il figlio degli assassini dei genitori di Futuro. Inizia così per il Comet la caccia agli evasi: il criminale ha trovato la possibilità di trasferirsi in un universo parallelo, dopo aver carpito le informazioni dello scopritore. Futuro e il suo equipaggio iniziano la ricerca dirigendosi verso il pianeta Ariel, sede dello scienziato, e da lì poi nel profondo spazio parallelo, fino a giungere davanti ad un misteriosissimo pianeta trasparente. |                   |         |
| 18                                                                                          | La valle mormorante 「暗闇族のすむ地底」 - kurayami zoku no sumu chitei | 13 marzo 1979     |         |
| 19                                                                                          | Disperso nello spazio 「惑星ただ一人」 - wakusei tada ichi nin | 20 marzo 1979     |         |
| 20                                                                                          | Pianeta trasparente 「透明惑星の幻人間」 - toomei wakusei no maboroshi ningen | 27 marzo 1979     |         |
| VI miniserie ispirata a Captain Future And The Seven Space Stones (n° 5 - 1941) (4 episodi) | |                   |         |
| 21                                                                                          | La pietra dormiente dei Kerusu 「銀河に眠る神秘の石」 - ginga ni nemuru shinpi no ishi | 3 aprile 1979     |         |
| 22                                                                                          | Il mago del circo galattico 「銀河サーカスの死闘！」 - ginga saakasu no shitoo! | 10 aprile 1979    |         |
| 23                                                                                          | Congiure e duelli mortali 「キャプテン・フューチャー死す！」 - kyaputen.fu??chaa shisu! | 17 aprile 1979    |         |
| 24                                                                                          | La teoria degli universi sovrapposti 「未知のミクロ宇宙」 - michi no mikuro uchū | 24 aprile 1979    |         |
| VII miniserie ispirata a Calling Captain Future (n° 2 - 1940) (4 episodi)                   | |                   |         |
| 25                                                                                          | Il cimitero dello spazio 「渦巻く墓標」 - uzumaku bohyoo | 1º maggio 1979    |         |
| 26                                                                                          | Ghiaccio galleggiante 「吠える大永流」 - hoeru dai naga ryū | 8 maggio 1979     |         |
| 27                                                                                          | Il cacciatore di Bable 「怪獣狩人は語る」 - kaijū karyūdo wa kataru | 15 maggio 1979    |         |
| 28                                                                                          | Il pianeta dell'illusione 「幻の星、幻の文明」 - maboroshi no hoshi, maboroshi no bunmei | 22 maggio 1979    |         |
| VIII miniserie ispirata a The Face Of The Deep (n° 13 - 1943) (4 episodi)                   | |                   |         |
| 29                                                                                          | Pirati dello spazio 「囚人船ハイジャックさる！」 - shūjin sen haijakku saru! | 29 maggio 1979    |         |
| 30                                                                                          | Fuga dalla galassia 「銀河からの大脱走」 - ginga kara no dai dassoo | 5 giugno 1979     |         |
| 31                                                                                          | Cominciando dal nulla 「ゼロからの出発」 - zero kara no shuppatsu | 12 giugno 1979    |         |
| 32                                                                                          | Un atto di coraggio 「星くずのスペースマン」 - hoshikuzu no supeesu man | 19 giugno 1979    |         |
| IX miniserie ispirata a Magic Moon (n° 16 - 1944) (4 episodi)                               | |                   |         |
| 33                                                                                          | Cercasi sosia 「キャプテンフューチャー募集！」 - kyaputenfu??chaa boshū! | 26 giugno 1979    |         |
| 34                                                                                          | Drammatica ripresa spaziale 「恐怖のスペース・ロケーション」 - kyoofu no supeesu. rokeeshon | 3 luglio 1979     |         |
| 35                                                                                          | Un pianeta fantasma 「幻影の惑星」 - genei no wakusei | 17 luglio 1979    |         |
| 36                                                                                          | Il lancio della super-arma 「放たれた最終兵器」 - hanata re ta saishū heiki | 31 luglio 1979    |         |
| X miniserie ispirata a The Comet Kings (n° 11 - 1942) (4 episodi)                           | |                   |         |
| 37                                                                                          | Le astronavi scomparse 「消えた宇宙船」 - kie ta uchūsen | 7 agosto 1979     |         |
| 38                                                                                          | Il signore della cometa 「彗星の支配者」 - suisei no shihai sha | 14 agosto 1979    |         |
| 39                                                                                          | La verità di Alulus 「アルルスの正体」 - arurusu no shootai | 28 agosto 1979    |         |
| 40                                                                                          | L'incubo della quarta dimensione 「悪夢の世界・四次元」 - akumu no sekai. yon jigen | 4 settembre 1979  |         |
| XI miniserie ispirata a The Triumph Of Captain Future (n° 4 - 1940) (4 episodi)             | |                   |         |
| 41                                                                                          | La città delle macchine 「不死密売シンジゲート」 - fushi mitsubai shinjigeeto | 11 settembre 1979 |         |
| 42                                                                                          | L'imperatore del pianeta Ios 「不死帝王の挑戦」 - fushi teioo no choosen | 25 settembre 1979 |         |
| 43                                                                                          | La foresta dei funghi giganti 「生と死の幻影」 - nama to shi no genei | 9 ottobre 1979    |         |
| 44                                                                                          | Gli uomini alati 「永遠の都の決斗」 - eien no to no ketsu to | 23 ottobre 1979   |         |
| XII miniserie ispirata a Planets In Peril (n° 12 - 1942) (4 episodi)                        | |                   |         |
| 45                                                                                          | Viaggio attraverso un'altra dimensione 「よみがえれ伝説の英雄」 - yomigaere densetsu no eiyū | 30 ottobre 1979   |         |
| 46                                                                                          | Il ritorno dell'eroe 「グラッグ奪回作戦」 - guraggu dakkai sakusen | 6 novembre 1979   |         |
| 47                                                                                          | La separazione dell'anima 「ひとりぼっちの地獄刑」 - hitori bocchi no jigoku kei | 13 novembre 1979  |         |
| 48                                                                                          | I congelati viventi 「英雄カフールの謎」 - eiyū kafūru no nazo | 20 novembre 1979  |         |
| XIII miniserie ispirata a Star Of Dread (n° 15 - 1943) (4 episodi)                          | |                   |         |
| 49                                                                                          | Le rovine di Titania 「宇宙遺跡の謎」 - uchū iseki no nazo | 27 novembre 1979  |         |
| 50                                                                                          | Forme di vita artificiale 「半獣人の謎」 - han shishi jin no nazo | 4 dicembre 1979   |         |
| 51                                                                                          | Battaglia nella città morta 「死都の対決」 - shito no taiketsu | 11 dicembre 1979  |         |
| 52                                                                                          | Al di là della luce e del buio 「光と闇の彼方へ」 - hikari to yami no kanata e | 18 dicembre 1979  |         |

## Colonna sonora
La sigla italiana Capitan Futuro è stata incisa dal gruppo I Micronauti. Per la versione tedesca, che venne tagliata di almeno un quarto della durata originale poiché i licenziatari eliminarono le scene più violente ipotizzando erroneamente che la serie si rivolgesse ad un pubblico di bambini, venne creata una colonna sonora originale da parte di Christian Bruhn. La colonna sonora tedesca fa parte della collana Amici della Tv per sempre, rappresentata dall'edizione musicale Intervox. Ancora oggi questa colonna sonora è considerata un cult e il tema viene proposto come musica di sottofondo in svariati spettacoli televisivi. Il CD è stato pubblicato nel 1995, ed un remix intitolato The Final, di Phil Fuldner, entrò nella top ten dei singoli in Germania ed in Svizzera nel 1998.

## Doppiaggio
| Personaggio                    | Doppiatore originale | Doppiatore italiano                    |
| ------------------------------ | -------------------- | -------------------------------------- |
| Capitan Futuro (Curtis Newton) | Hirokawa Taichiru    | Saverio Moriones                       |
| Joan Landor                    | Eiko Masuyama        | Monica Gravina                         |
| Otto                           | Keiichi Noda         | Giulio Platone                         |
| Greg                           | Kenichi Ogata        | Marcello Mandò                         |
| Ken Scott                      | Kazuhiko Inoue       |                                        |
| Simon Wright                   | Kiyoshi Kawikubo     | Emilio Cappuccio (1ª voce) ? (2ª voce) |
| Imperatore                     |                      | Michele Kalamera                       |
| Voce narrante                  |                      | Michele Kalamera                       |